# Концевич, Михаил Григорьевич
Михаил Григорьевич Концевич (род. 17 августа 1928, село Писаревка, теперь Волочисского района Хмельницкой области — 16 ноября 2003, село Писаревка Волочисского района Хмельницкой области) — украинский советский деятель, звеньевой механизированного звена колхоза «Заря» Волочисского района Хмельницкой области, новатор сельскохозяйственного производства. Герой Социалистического Труда (1972). Член Ревизионной Комиссии КПУ в 1976—1981 г. Кандидат в члены ЦК КПУ в 1981—1986 г.

## Биография
Колхозник, тракторист колхоза села Писаревки Волочисского района. Из года в год добивался весомых показателей в труде. Занимался выращиванием сахарной свеклы.
Член КПСС — с 1957 года.
Работал звеньевым механизированного звена колхоза «Заря» села Писаревка Волочисского района Хмельницкой области. Выращивал сахарную свеклу без затрат ручного труда с самыми прогрессивными технологиями.
Образование среднее специальное. Без отрыва от производства окончил Новоушицкий техникум механизации сельского хозяйства Хмельницкой области.
Потом — на пенсии в селе Писаревка Волочисского района Хмельницкой области.

## Награды
- Герой Социалистического Труда (15.02.1972)
- два ордена Ленина (15.02.1972)
- орден Октябрьской Революции
- медали
- лауреат Государственной премии Украинской ССР (1977)

## Ссылка
- Концевич Михаил Григорьевич